# Gozdec
Gozdec – wieś w Słowenii, w gminie Laško. W 2018 roku liczyła 47 mieszkańców.